# Manevra Valsalva

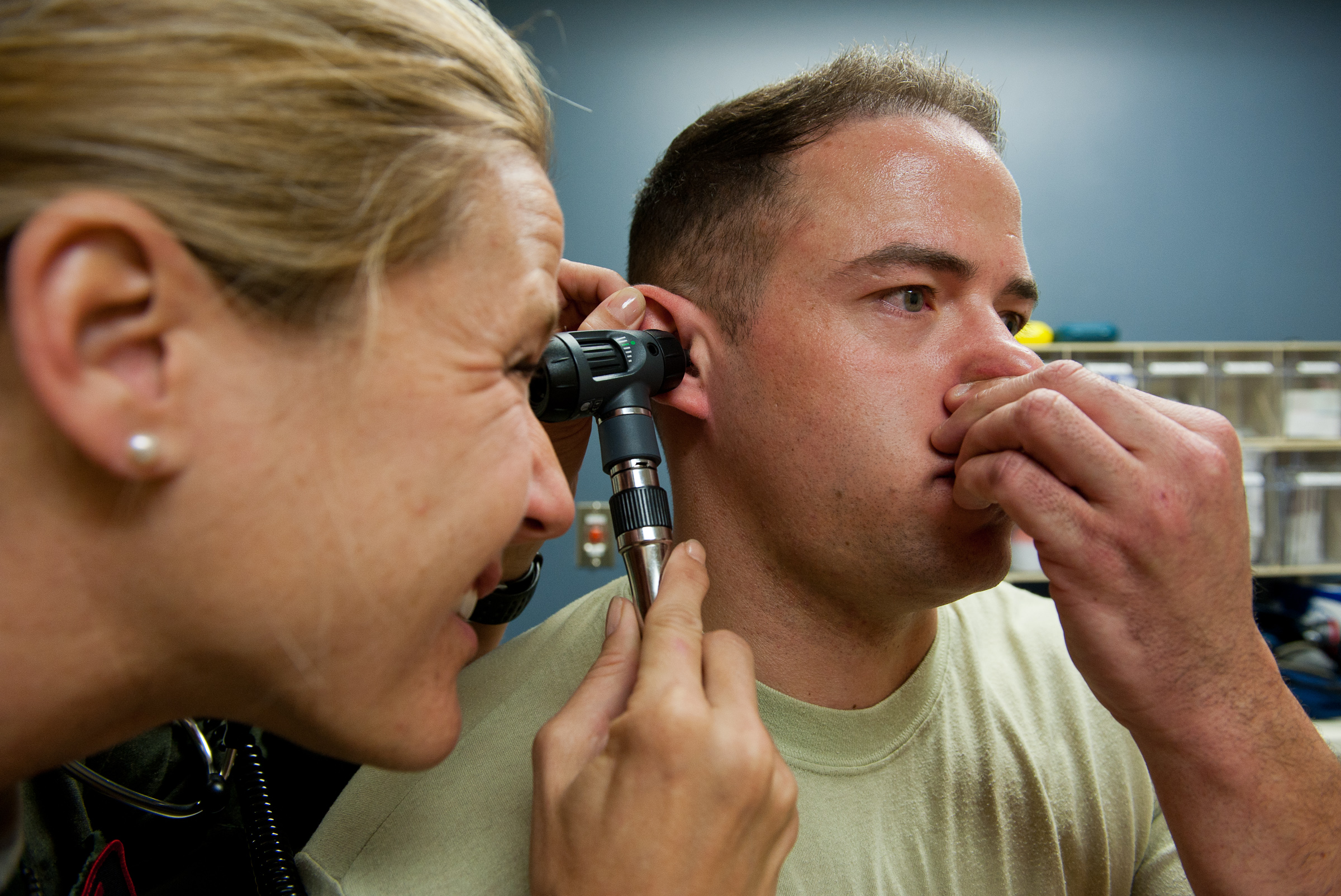
Manevra Valsalva. Căpitan Sarah Freidel, 34 de ani, chirurg de zbor pe Bomb Squadron, efectuează o manevră Valsalva pe sergentul Jacob Appleby, 28 de ani, technician pe ambulanță, în timpul unui examen fizic la clinica de medicină aviatică pe Ellsworth Air Force Base în 2 mai 2012. În timpul manevrei Valsalva, medicii se uită atent cum expiră pacientul pe căile respiratorii autoblocate şi evaluează starea de sănătate a urechii pacientului.

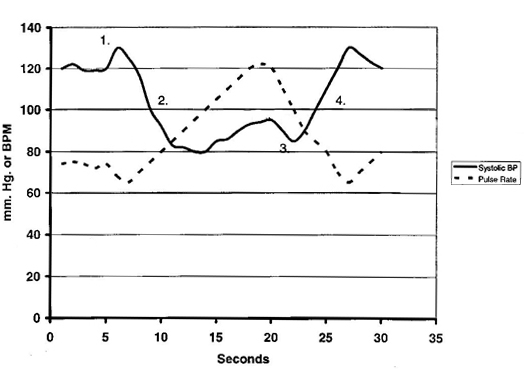
Tensiunea arterială (sistolică) și rata pulsului în timpul un răspuns normal la manevra Valsalva.
Presiunea de 40 milimetri coloana de mercur este aplicată la 5 secunde și eliberată la 20 de secunde.

Manevra Valsalva, larg răspândită, se efectuează atunci când se expiră  forțat aerul, cu buzele și nasul blocate, forțând aerul spre urechea medie, dacă tubul auditiv este deschis. Această manevră crește presiunea intratoracică, scade intoarcerea venoasă la inimă și crește presiunea sângelui, evidențiind totodată și bufee și hernii abdominale.
Cu modificări minore, această manevră poate fi folosită ca test al funcției cardiace și de control autonom nervos al inimii sau pentru a egaliza presiunea în urechi, atunci când presiunea mediului ambiant se modifică, cum ar fi în scufundări sau în aviație, sau chiar când urcăm sau coborâm un munte. Este recomandat de către logopezi atunci când pacientul acuză pierderea plenitudinii auriculare (senzatie de ureche înfundată).
Această tehnică a primit acest nume în onoarea lui Antonio Maria Valsalva, un medic din secolul al XVII-lea, din Bologna, al cărui principal interes științific a fost urechea umană, fiind cel care a descris tubul auditiv.
Această manevră, de asemenea, a fost mult timp folosită în stomatologie, la confirmarea comunicării buco-sinusală în operații situate în partea din spate a arcului dentar superior și în ginecologie în timpul testului tampon de vată (q-tip test) pentru a vedea dacă există coborârea colului vezical și a uretrei la pacientele cu incontinență urinară.
Medicul poate, de asemenea, efectua această manevră atunci când suspectează o hernie. Manevra Valsalva crește presiunea intraabdominală și provoacă o umflare a herniei și poate identifica localizarea, conținutul, etiologia, și starea ei. Poate fi, de asemenea, folosit pentru a atenua hipertensiunea epididimului.
Manevra Valsalva, de asemenea, servește pentru a testa flexibilitatea zonei de pectus excavatum, o deformare a părții din față a toracelui, în cazul în care există o depresiune a osului cunoscut sub numele de stern.